# Comuna Viinîțea, Lokaci
Viinîțea (în ucraineană Війниця) este o comună în raionul Lokaci, regiunea Volînia, Ucraina, formată din satele Hubîn, Mîhailivka, Pavlovîci, Tumîn și Viinîțea (reședința).

## Demografie
Componența lingvistică a satului Viinîțea
     Ucraineană (99,42%)
     Alte limbi (0,58%)
Conform recensământului din 2001, majoritatea populației satului Viinîțea era vorbitoare de ucraineană (99,42%), existând în minoritate și vorbitori de alte limbi.